# Walden (Tennessee)
Pour les articles homonymes, voir Walden.
Walden est une municipalité américaine située dans le comté de Hamilton au Tennessee.
Selon le recensement de 2010, Walden compte 1 898 habitants. La municipalité s'étend sur 3,58 milles carrés (9,27 km2).
Walden devient une municipalité en 1975. Elle doit son nom à l'explorateur Elijah Walden ou au fermier John Walling, dont le nom aurait été déformé.